# Отцы и деды
«Отцы́ и де́ды» — лирическая трагикомедия режиссёра Юрия Егорова, снятая в 1982 году.

## Сюжет
Луков-дед (Анатолий Папанов), пусть ему немного осталось до пенсии, — человек энергичный и жизнелюбивый. Но у него взрослый сын (Валентин Смирнитский), решительная и активная сноха (Галина Польских), взрослеющий внук (Алексей Ясулович), и все они упорно загоняют деда именно в позицию «деда», стареющего патриарха, дело которого сидеть на завалинке и щуриться на солнышко.
Лукова-старшего уготовленная ему роль решительно не устраивает. Он собирается показать всем, что седина в бороду — не помеха бесу в ребро, и, соответственно, его личная жизнь ещё только начинается. Но когда была поднята тема бракосочетания, Луков-сын при активной поддержке и жены, и сына, Лукова-внука, заявил, что деду жениться поздно — он ведь не камикадзе. Тогда и решил этот красавец-мужчина в полном расцвете сил, способный остановить бульдозер и спрыгнуть с балкона, доказать и окружающим, и, прежде всего, самому себе, что у него всё ещё впереди и что он, если захочет, сможет всё. Даже жениться…

## В ролях
- Анатолий Папанов — Алексей Павлович Луков
- Валентин Смирнитский — Павел Алексеевич (Паша) Луков, сын Алексея Павловича
- Алексей Ясулович — Алёша Луков, сын Паши и Люси, внук Алексея Павловича
- Галина Польских — Людмила Александровна (Люся) Лукова, жена Паши
- Людмила Аринина — Вера Сергеевна Попова, знакомая Алексея Павловича, врач скорой помощи, член жилкомиссии исполкома
- Николай Трофимов — Семён Ильич, друг детства и коллега Алексея Павловича
- Мария (в титрах Маша) Пискунова — Маша, одноклассница и подруга Алёши
- Евгений Лазарев — Николай (Коля, «Колька-прыщ»), отец Маши, старый друг и бывший одноклассник Паши
- Лидия Кузнецова — Наташа, знакомая Алексея Павловича, продавщица в хозмаге
- Николай Мерзликин — Витёк, муж Наташи, пьяница и бузотёр
- Ирина Бобкова — Машенька, дочь Наташи и Виктора
- Вадим Андреев — Михаил, бульдозерист
- Станислав Коренев — председатель жилкомиссии исполкома

## Съёмочная группа
- Авторы сценария: Аркадий Инин, Юрий Егоров
- Режиссёр-постановщик: Юрий Егоров
- Оператор-постановщик: Александр Ковальчук
- Художник-постановщик: Николай Емельянов
- Композитор: Марк Фрадкин
- Звукооператор: В. Кипа
- Режиссёр: Н. Раужин
- Оператор: В. Семеновых
- Монтажёр: Янина Боголепова
- Редактор: И. Добровольская
- Художник-гримёр: Л. Мачильская
- Художник по костюмам: Л. Строганова
- Мастер по свету: Р. Аванесов
- Цветоустановщик: В. Россихин
- Ассистенты режиссёра: М. Орлова, М. Карнаева
- Государственный симфонический оркестр кинематографии СССР
  - дирижёр: Эмин Хачатурян
- Директор съёмочной группы: Михаил Сапожников

## Интересные факты
В реальной жизни актёры, играющие роли деда, отца и внука (Анатолий Папанов, Валентин Смирнитский и Алексей Ясулович) старше друг друга на 22 года каждый (дед старше отца, а отец внука соответственно).

## Создание и прокат
Съёмки фильма проходили в Смоленске. Премьера картины состоялась 21 сентября 1982 года. Фильм посмотрели 22,1 млн зрителей.